# Biegi narciarskie na Mistrzostwach Świata w Narciarstwie Klasycznym 2023 – sztafeta kobiet
Sztafeta 4 × 5 km kobiet – jedna z konkurencji rozgrywanych w ramach biegów narciarskich na Mistrzostwach Świata w Narciarstwie Klasycznym 2023. Zawody zostały rozegrane 2 marca 2023 roku. Tytuł mistrzyń świata obroniły Norweżki, drugie miejsce zajęły Niemki, a brązowy medal wywalczyły Szwedki. Do startu przystąpiło 13 sztafet; Polska nie startowała.
Dwie pierwsze zawodniczki pobiegły po 5 km techniką klasyczną. Po przebiegnięciu tego dystansu, dwie kolejne zawodniczki biegły po 5 km techniką dowolną.

## Wyniki
| Miejsce | Nr | Reprezentacja                                                                                   | Czas                                      | Strata   |
| ------- | -- | ----------------------------------------------------------------------------------------------- | ----------------------------------------- | -------- |
| 01 !    | 4  | Norwegia · Tiril Udnes Weng · Astrid Øyre Slind · Ingvild Flugstad Østberg · Anne Kjersti Kalvå | 50:33,3 13:34,7 13:22,2 11:47,8 11:48,6   | —        |
| 02 !    | 1  | Niemcy · Laura Gimmler · Katharina Hennig · Pia Fink · Victoria Carl                            | 50:53,8 13:37,2 13:14,1 11:59,6 12:02,9   | +20,5    |
| 03 !    | 2  | Szwecja · Emma Ribom · Ebba Andersson · Frida Karlsson · Maja Dahlqvist                         | 51:02.0 13:34.9 13:25.1 11:59.6 12:02.4   | +28,7    |
| 4       | 3  | Finlandia · Johanna Matintalo · Kerttu Niskanen · Eveliina Piippo · Krista Pärmäkoski           | 51:03,8 13:35,6 13:16,0 12:14,5 11:57,7   | +30,5    |
| 5       | 5  | Stany Zjednoczone · Hailey Swirbul · Rosie Brennan · Jessica Diggins · Julia Kern               | 52:07,9 13:56,0 13:43,4 11:55,0 12:33,5   | +1:34,6  |
| 6       | 9  | Francja · Juliette Ducordeau · Delphine Claudel · Flora Dolci · Léna Quintin                    | 53:02,9 14:16,2 14:02,1 12:21,0 12:23,6   | +2:29,6  |
| 7       | 7  | Włochy · Anna Comarella · Cristina Pittin · Francesca Franchi · Federica Sanfilippo             | 53:03,3 14:16,5 13:59,7 12:18,6 12:28,5   | +2:30,0  |
| 7       | 8  | Kanada · Katherine Stewart-Jones · Jasmine Lyons · Liliane Gagnon · Olivia Bouffard-Nesbitt     | 53:57,8 14:13,2 14:04,0 12:47,0 12:53,6   | +3:24,5  |
| 9       | 10 | Czechy · Adéla Nováková · Kateřina Razýmová · Kateřina Janatová · Barbora Havlíčková            | 54:26,3 14:49,2 13:45,3 12:28,6 13:23,2   | +3:53,0  |
| 10      | 6  | Szwajcaria · Anja Weber · Nadine Fähndrich · Lea Fischer · Alina Meier                          | 54:50,1 14:57,9 13:27,6 13:34,5 12:50,1   | +4:16,8  |
| 11      | 13 | Słowenia · Eva Urevc · Anita Klemenčič · Anja Mandeljc · Neža Žerjav                            | 55:32,3 13:49,4 15:26,7 13:02,1 13:14,1   | +4:59,0  |
| 12      | 11 | Kazachstan · Ksienija Szałygina · Aisza Rakiszewa · Nadieżda Stiepaszkina · Darja Rjażko        | 58:13,9 14:48,9 15:43,5 13:36,5 14:05,0   | +7:40,6  |
| 13      | 12 | Łotwa · Kitija Auziņa · Samanta Krampe · Linda Kaparkalēja · Patrīcija Eiduka                   | 1:04:01,1 16:05,0 17:44,2 16:28,0 13:43,9 | +13:37,8 |